# فرانسیس ده وولف
فرانسیس ده وولف (انگلیسی: Francis de Wolff؛ ۷ ژانویهٔ ۱۹۱۳ – ۱۸ آوریل ۱۹۸۴) یک هنرپیشه اهل بریتانیا بود. وی بین سال‌های ۱۹۳۵ تا ۱۹۷۷ میلادی فعالیت می‌کرد.
از فیلم‌ها یا برنامه‌های تلویزیونی که وی در آن نقش داشته است می‌توان به از روسیه همراه با عشق، سه تفنگدار، جزیره گنج، ژان مقدس، آیوانهو، حکایت‌های کنتربری، سگ باسکرویل، تعمیرکار، موبی‌دیک، مولن روژ اشاره کرد.